# 河南科技大学
河南科技大学是位于中国河南省洛阳市的一所大学，前身是1952年创建的洛阳工学院。2002年，河南省委、省政府为了优化省内高等教育结构布局，组建了以工科为主的综合性大学：河南科技大学，是河南省重点建设的三所综合性大学之一。其他两所分别是位于省会郑州的郑州大学和位于开封的河南大学。

## 历史沿革
河南科技大学在2002年3月由原洛阳工学院、洛阳医学高等专科学校、洛阳农业高等专科学校合并组建，其中洛阳工学院始建于1952年，是河南省创建最早的以本科教育为主的工科院校之一。洛阳医学高等专科学校创建于1958年、洛阳农业高等专科学校创建于1975年。

### 洛阳工学院
- 1952年8月7日 中央人民政府第一机械工业部创办北京拖拉机工业学校。最早是位于北京市东城区崇文门内后沟胡同丁2号的一所名叫亚斯立堂的基督教堂，后在北京西郊衙门口村附近正式建校办学，校长白耀卿，由一机部汽车工业管理局主管。当年招生200名，设拖拉机工程、机械加工、铸造、锻压四个专业，学制三年。
- 1953年8月1日，一机部汽车管理局根据一机部工教司和教密字493号文件指示，1953年11月30日，北京拖拉机工业学校搬迁到天津市红桥区丁字沽，与正在筹建的天津汽车工业学校合并为天津汽车拖拉机工业学校。1953年12月末，天津汽车拖拉机学校更名为天津拖拉机制造学校。专业调整为拖拉机制造和金属切削加工专业。1956年4月20日，一机部决定：学校名称改为"第一机械工业部天津机器制造学校"。并决定在洛阳另建拖拉机制造学校，天津机器制造学校不再设拖拉机制造专业。1956年暑假，拖拉机制造专业学生迁至洛阳新校址。学校专业调整为金属切削加工、工具制造、机床修理与安装三个专业。
- 1956年4月，拖拉机、农机两专业划归洛阳拖拉机制造学校，两专业的师资、教学实验设备、图书资料和1955年学的两专业各一个班学生一并搬迁到洛阳拖拉机制造学校。1956年8月，洛阳拖拉机学校在河南省首次招生713名，9月14日举行了开学典礼。实际上受第一机械工业部第一拖拉机制造厂代管。
- 1958年8月30日，在洛阳拖拉机制造学校的基础上创建洛阳工学院。
- 1959年9月，随第一拖拉机制造厂改隶中华人民共和国农业机械部（1965年1月改称中华人民共和国第八机械工业部）。
- 1960年6月28日，洛阳工学院改为洛阳农业机械学院（洛阳农机学院）。
- 1982年8月25日，洛阳农业机械学院恢复原“洛阳工学院”校名。

### 洛阳医学高等专科学校
- 1958年洛阳医学院创建
- 1962年洛阳医学院（部分）分建河南省洛阳卫生学校
- 1970年河南省洛阳卫生学校更名为洛阳地区卫生学校
- 1978年洛阳地区卫生学校升格为洛阳医学专科学校
- 1992年洛阳医学专科学校更名为洛阳医学高等专科学校
- 1996年河南省显微外科研究所并入洛阳医学高等专科学校

### 洛阳农业高等专科学校
- 1975年岳滩农学院（筹）创建
- 1978年岳滩农学院（筹）改建豫西农业专科学校
- 1992年豫西农业专科学校更名为洛阳农业高等专科学校

## 教学科研
学校现设23个学院，有72个本科专业，68个硕士学位授权点，涵盖理学、工学、农学、医学、经济学、管理学、文学、法学、历史学、教育学等10大学科门类，具有MBA、工程硕士、临床医学硕士、兽医学硕士和农业推广硕士等专业学位授予权，是教育部授权的联合招收、培养博士研究生单位。学校面向全国30个省、市、自治区招生，现有全日制本科生、研究生和留学生3万余人。建校57年来，学校为国家培养了14万名高级专门人才。 
学校现有专任教师1817人。其中具有高级专业技术职务的教师791人；具有博士学位的教师483人、硕士学位的教师897人。学校有共享院士7人，中原学者1人，省级特聘教授7人，博士生导师49人；拥有"国家有突出贡献专家"、"百千万人才工程"国家级专家、享受国务院特殊津贴专家、省部级优秀专家、河南省学术技术带头人、河南省教学名师等高级人才205人；有省级科技创新团队和教学团队6个。
学校有45个省级重点学科，12个省级特聘教授设岗学科；有教育部摩擦学与材料防护工程研究中心、河南省机械设计及传动系统重点实验室、河南省有色金属材料科学与加工技术重点实验室、河南省耐磨材料工程技术研究中心、河南省高等学校先进制造技术重点学科开放实验室、河南省高校轴承工程技术研究中心、河南省显微外科研究所等省级研究基地；有中国齿轮教育培训中心、中国轴承陈列馆、河南省机械工业CAD培训中心、河南省制造业信息化技术服务中心等国家及省级教学培训基地；有3个国家级特色专业建设点，5个省级特色专业建设点，16门省级精品课程，3个省级实验教学示范中心；有10个洛阳市重点实验室和5个洛阳市工程技术中心。
《河南科技大学学报》自然科学、社会科学、医学三种版本面向国内外公开发行，自然科学版是全国中文核心期刊，获教育部“全国高校优秀科技期刊一等奖”；社科版是河南省一级期刊，被中国人文社科学报研究会评为“全国优秀社科学报”。
学校在齿轮、轴承等装备基础件研究方面居国际先进水平，研究成果先后荣获国家发明二等奖和国家科技进步三等奖；大型装备数字化设计及控制技术研究取得重要成果，获国家科技进步二等奖；农业机械研究具有传统优势；金属材料及其加工技术研究方面达到国内先进水平；与国防科研机构和军工企业长期合作，在国防科技进步中发挥了重要作用；应用数学研究领域取得突出成绩；肿瘤学、神经外科学、法医学、显微外科学、农副产品加工技术、旱作栽培与育种、预防兽医学、动物育种与繁殖等学科的研究，具有明显的特色。

### 本科一批录取专业
机械设计制造及其自动化、车辆工程、电子信息工程、自动化、土木工程、信息管理与信息系统、材料成型及控制工程、国际经济与贸易和机械电子工程9个专业在河南、吉林、福建三省本科一批招生。

## 组织结构

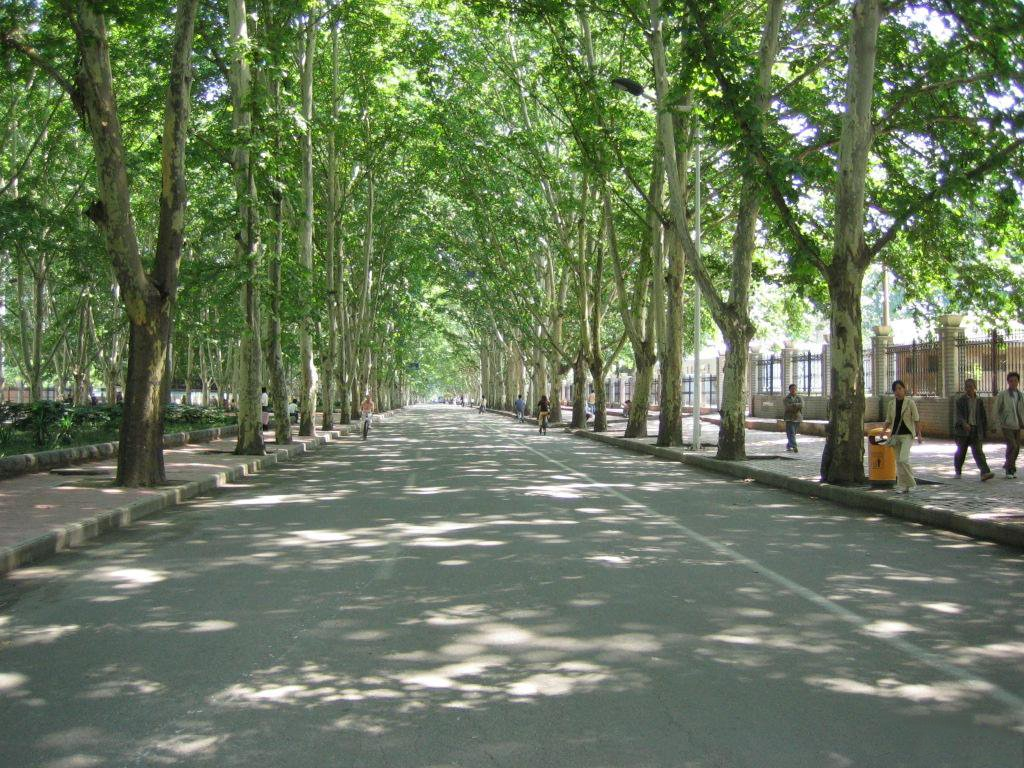
西苑路

### 历任校长
- 白耀卿（1952年7月 —1952年11月）北京汽车工业学校[3]
- 李宗海（1952年12月—1954年8月） 北京汽车工业学校，天津拖拉机制造学校（1953.1-）
- 阎云山（1954年9月 —1955年7月） 天津拖拉机制造学校
- 张 森 （1955年8月 —1956年11月） 天津拖拉机制造学校，天津机器制造学校（1956.4.20-）[4]
- 华 汰 （1956年12月—1958年8月） 洛阳拖拉机制造学校
- 杨立功（1958年10月—1968年5月） 洛阳工学院，洛阳农业机械学院（1960年6月28日-）
- 王益年（1979年8月 —1985年3月） 洛阳农业机械学院，洛阳工学院（1982年8月25日-）
- 王汝耀（1985年3月 —1987年3月） 洛阳工学院
- 龙 锐 （1988年7月 —1997年7月） 洛阳工学院
- 董企铭（1997年8月 —2004年7月） 洛阳工学院，河南科技大学（2002.3-）
- 孙天华（2004年8月 —2006年9月）
- 王键吉（2006年10月— 2014年）
- 孙金锋（2014年 —2015年7月 ）
- 孔留安（2015年7月—2023年10月）
- 王洪斌（2023年10月至今）

### 院系设置
学校设有33个院（系），3个附属医院，河南科技大学林业职业学院
- 机电工程学院

- 材料科学与工程学院

- 车辆与交通工程学院

- 农业工程学院

- 信息工程学院

- 电气工程学院（2022年合并至 信息工程学院）

- 土木工程学院

- 化工与制药学院

- 食品与生物工程学院
- 数学与统计学院
- 物理工程学院
- 艺术与设计学院
- 建筑学院
- 人文学院
- 法学院
- 马克思主义学院
- 外国语学院
- 经济学院（2022年与管理学院合并成为 商学院）
- 管理学院（2022年与经济学院合并成为 商学院）
- 医学院
- 护理学院
- 医学技术与工程学院
- 法医学院
- 农学院
- 动物科技学院
- 林学院
- 体育学院
- 国际教育学院
- 软件学院
- 继续教育学院
- 国防生大队
- 临床医学院
- 应用工程学院
- 莫动理工学院

## 杰出校友
- 胡祖六，清华大学经济管理学院教授
- 马懿，曾任中共河南省委常委、郑州市委书记，现任河南省人大常委会副主任
- 张清杰，中国科学院院士，现任武汉理工大学校长
- 李贺军，材料学家，中国工程院院士
- 李晓峰，前电子竞技职业选手